# 格奥尔基·波戈索夫
格奥尔基·瓦季莫维奇·波戈索夫（烏克蘭語：Георгій Вадимович Погосов，1960年7月14日—），乌克兰男子击剑运动员。他曾获得1992年夏季奥运会男子佩剑团体金牌和1988年夏季奥运会男子佩剑团体银牌。